# 拉波夫拉德法尔纳尔斯
拉波夫拉德法尔纳尔斯，是西班牙巴伦西亚自治区巴伦西亚省的一个市镇。总面积4平方公里，总人口5287人（2001年），人口密度1322人/平方公里。